# Zece Prăjini
Zece Prăjini (veraltet Ursari) ist ein Dorf im Osten von Rumänien. Die Siedlung ist Teil der Gemeinde Dagâța im Kreis Iași. Bei der Volkszählung im Jahr 2002 hatte der Ort 400 Einwohner.

## Etymologie
Zece Prăjini bedeutet übersetzt Zehn Felder, welches als altes rumänisches Flächenmaß der 1 Prăjină für 180–210 m²; 1 Prăjină als Längenmaß in der Moldau für 6,69 Meter, steht.

## Geschichte
Die Siedlung wurde im 19. Jahrhundert von Fürst Alexandru Ioan Cuza gegründet. Durch eine Bodenreform wurde an mehrere Roma-Familien je 10 Stück Prăjini Land übereignet, woher sich auch der Name des Ortes ableitet. 1921 wurde der Ort erstmals urkundlich erwähnt.
Nach Angaben des Gemeinderats im Jahre 2020, sollte im Ort das Trinkwasser- und Abwassernetz fertiggestellt werden.

## Geografie
Zece Prăjini befindet sich im Durchschnitt 200 Meter über dem Meeresspiegel an der Bahnstrecke Roman–Buhăiești. Das Umland ist sehr ländlich geprägt. Die Siedlung liegt zwischen einem Waldgebiet und einem Hügelkamm, der sich westlich erstreckt. Die nächsten Dörfer, Buzdug und Dagâța, liegen jeweils ungefähr 3 Kilometer entfernt. Zusammen mit fünf weiteren Dörfern bilden sie die Gemeinde Dagâța. Roman, die nächste größere Stadt befindet sich in einer Entfernung von etwa 40 Kilometern.

## Kultur
Die zwölfköpfige Roma-Blaskapelle Fanfare Ciocărlia stammt aus Zece Prăjini. Die Gruppe war ursprünglich eine traditionelle Dorfkapelle, die Balkan Brass im Stil der Roma spielte. Außer der Ciocărlia-Band werden im Ort wenigstens noch andere vier Dorfkapellen erwähnt.